# Слуцкер, Владимир Иосифович
Влади́мир Ио́сифович Слу́цкер (род. 27 августа 1956 или 27 августа 1957, Москва) — российский предприниматель, политический и общественный деятель.
Член Совета Федерации Федерального Собрания РФ с 2002 по 2010 год от Кабинета Министров Чувашской Республики, президент Российского еврейского конгресса (РЕК) в 2004—2005 гг., в течение 2005 года — вице-президент Европейского еврейского конгресса (ЕЕК). С 2008 года — представитель России в международной парламентской организации EFI (European Friends of Israel), член Исполнительного Бюро EFI. Имеет государственные награды: 2007 год — орден Почёта. Кандидат технических наук.

## Биография
Родился 27 августа 1956 года в Москве. В 1978 году окончил Московский институт инженеров железнодорожного транспорта (МИИТ) по специальности инженер-строитель путей сообщения. В 1986 году защитил кандидатскую диссертацию по теме: «Надёжность железобетонных пролётных строений мостов».
С 1979 года работал в МИИТе на кафедре «Мосты». С 1988 года — директор компании «Ronar Projects» (Великобритания) (технологические поставки промышленного оборудования в СССР, затем в страны СНГ). Возглавлял швейцарскую фирму «Acron Oil Trading». В 1993—1998 гг. занимал пост вице-президента Интермедбанка. С 1992 по 2002 год — председатель Совета директоров инвестиционной компании «Группа Финвест» (Москва).
С 2002 по 2010 гг. — член Совета Федерации Федерального Собрания РФ от Кабинета Министров Чувашской Республики, заместитель председателя Комитета Совета Федерации по промышленной политике, член Комиссии Совета Федерации по жилищной политике и жилищно-коммунальному хозяйству. С 2006 г. — заместитель председателя Объединённой Комиссии по национальной политике и взаимоотношениям государства и религиозных объединений при Совете Федерации РФ.

## Законотворческая деятельность
В феврале 2008 года выступил с законодательной инициативой, призванной отрегулировать жизнедеятельность Интернета. Согласно его предложению, следует распространить действие закона «О СМИ» на Интернет-издания (по данным на февраль 2008 года, законопроект находился на стадии разработки).
В марте 2009 года выступил с законодательной инициативой об обучении мигрантов русскому языку. Законопроект предусматривает обязательную сдачу экзамена по русскому языку приезжими, получающими вид на жительство на пять лет. Законопроект также предполагает стимулировать к изучению русского языка наиболее многочисленную категорию — временных трудовых мигрантов. Таким стимулом, по мнению автора, должна стать выдача разрешения на работу трудовым мигрантам не на один, как сейчас, а на два года — в случае предъявления сертификата государственного образца, который подтверждает уровень знания русского языка. 1 апреля 2009 года законопроект был внесен в Госдуму как инициатива Совета Федерации РФ.

## Общественная деятельность
В 2004—2005 гг. президент Российского еврейского конгресса. В течение 2005 г. — вице-президент Европейского Еврейского Конгресса (ЕЕК).
С 2008 г. — представитель России в международной парламентской организации EFI (European Friends of Israel), объединяющей более 1000 руководителей и членов европейских парламентов стран Евросоюза. Член Исполнительного Бюро EFI.
В 2012 году выступил с инициативой учреждения Израильского Еврейского Конгресса, президентом которого является по настоящее время.
В 2014 году израильская газета The Jerusalem Post за «значительные достижения в мировом еврейском движении» включила Владимира Слуцкера в свой ежегодный список «50 самых влиятельных евреев» на 40-м месте.
В феврале 2015 года американский журнал «Альгемайнер» включил Владимира Слуцкера в ТОП-100 людей, которые оказали положительное влияние на жизнь евреев в 2014 году.

## Увлечения
Среди увлечений — спорт, имеет 4 дан по карате Кёкусинкай. В 1970—1980-е годы тренировался под руководством основоположника Кёкусинкай в России А. И. Танюшкина. В 2000 году выступил как один из соавторов издания «Кёкусинкай — боевое каратэ. Боевое предназначение базовой техники (на русском и английском языках)» (вместе с А. И. Танюшкиным и В. П. Фоминым). Автор серии методических пособий «Технические нормативы кёкусин IFK». С начала 2000-х Попечитель Федерации Кёкусинкай России.
В 2013 году вместе с руководителями национальных федераций Кёкусинкай России, США и Швейцарии основал международную бойцовскую организацию World Fighting Kyokushin Organization (WFKO). С 2014 года занимает пост её президента.
Свободно говорит по-английски: по его словам, он выучил язык за 20 лет участия в международных деловых операциях.

## Семейное положение
Разведён (развод был официально оформлен в октябре 2009 года). Бывшая супруга Ольга Слуцкер — основатель и глава сети фитнес-клубов World Class. Двое детей — сын Миша и дочь Аня, рождённые суррогатной матерью; в марте 2010 года. Пресненский суд Москвы принял решение оставить их жить с отцом.

## Скандалы
В 2008 году по некоторым данным был замешан в привлечении к уголовной ответственности своего партнёра по бизнесу Алексея Козлова, жена которого (известная в России журналистка Ольга Романова) утверждает, что обвинения против Козлова были сфабрикованы Слуцкером (см. также Бутырка-блог). После того, как Романова обратилась в Генеральную прокуратуру, пресс-служба Слуцкера заявила: «Мы считаем ниже своего достоинства комментировать слова человека, который неоднократно публично признавался, что передал миллион долларов для взятки следователю, который вёл дело её мужа».
В 2009 году журналист Олег Лурье был осуждён на 8 лет строгого режима за мошенничество и вымогательство денег у Владимира и Ольги Слуцкер (затем оправдан по ряду статей за отсутствием доказательной базы, срок изменён до 4 лет, освобождён досрочно).
В 2009 году начал процесс развода с женой из-за своих религиозных взглядов. В результате решения подконтрольного ему суда лишил мать права видеться с родными детьми и вывез их в Израиль.
В июне 2012 В. Слуцкер подал иск против Ольги Романовой по обвинению в клевете и диффамации. Как говорилось в иске, в 2011—2012 годах журналистка утверждала в социальных сетях и СМИ, что уголовное преследование её мужа (Алексей Козлов в 2009 году получил срок за мошенничество) организовал Владимир Слуцкер, используя для этого подкуп должностных лиц и давление на суд. Разбирательство длилось более трёх лет — долгое время решался вопрос о подсудности иска между двумя российскими гражданами в Великобритании. В итоге иск был принят Высоким судом Лондона. В июле 2015 года суд вынес решение, признав высказывания Романовой клеветой и оштрафовав её на 110 тысяч фунтов стерлингов, а также обязав возместить судебные издержки, в том числе гонорары адвокатов Владимира Слуцкера.